# Архелая (Савельєва)
Олена Флорівна Савельєва (Архелая; 21 травня 1880, Київ — 29 жовтня 1957) — ігуменя Покровського монастиря в Києві з 1942 року.

## Життєпис
Народилась 21 травня 1880 року в Києві. В 1923—1937 роках працювала в аптеках Києва. Під час німецько-радянської війни організувала при Покровському монастирі амбулаторію, видавала фіктивні довідки, запобігаючи вивезенню людей на роботу до Німеччини. Разом з монахинями відмовилась 1943 року залишити монастир, замкнувшись у підвалі храму, ховаючи там 300 громадян від евакуації.
1943 року, у перший день після відвоювання Червоною армією Києва, ігуменя Архелая відкрила на кошти обителі госпіталь на 100 місць, під який були відведені найкращі монастирські приміщення. Для утримання червоноармійців представниці Московської патріархії використовували монастирські запаси. Коли радянські війська пішли далі, на території обителі розмістились військовий евакогоспіталь і Центральна залізнична лікарня, в яких всі працездатні черниці несли послух. Ігуменю Архелаю допустили до роботи з пораненими радянськими солдатами.
Нагороджена медаллю «За доблесну працю у Великій Вітчизняній війні 1941—1945 рр.».

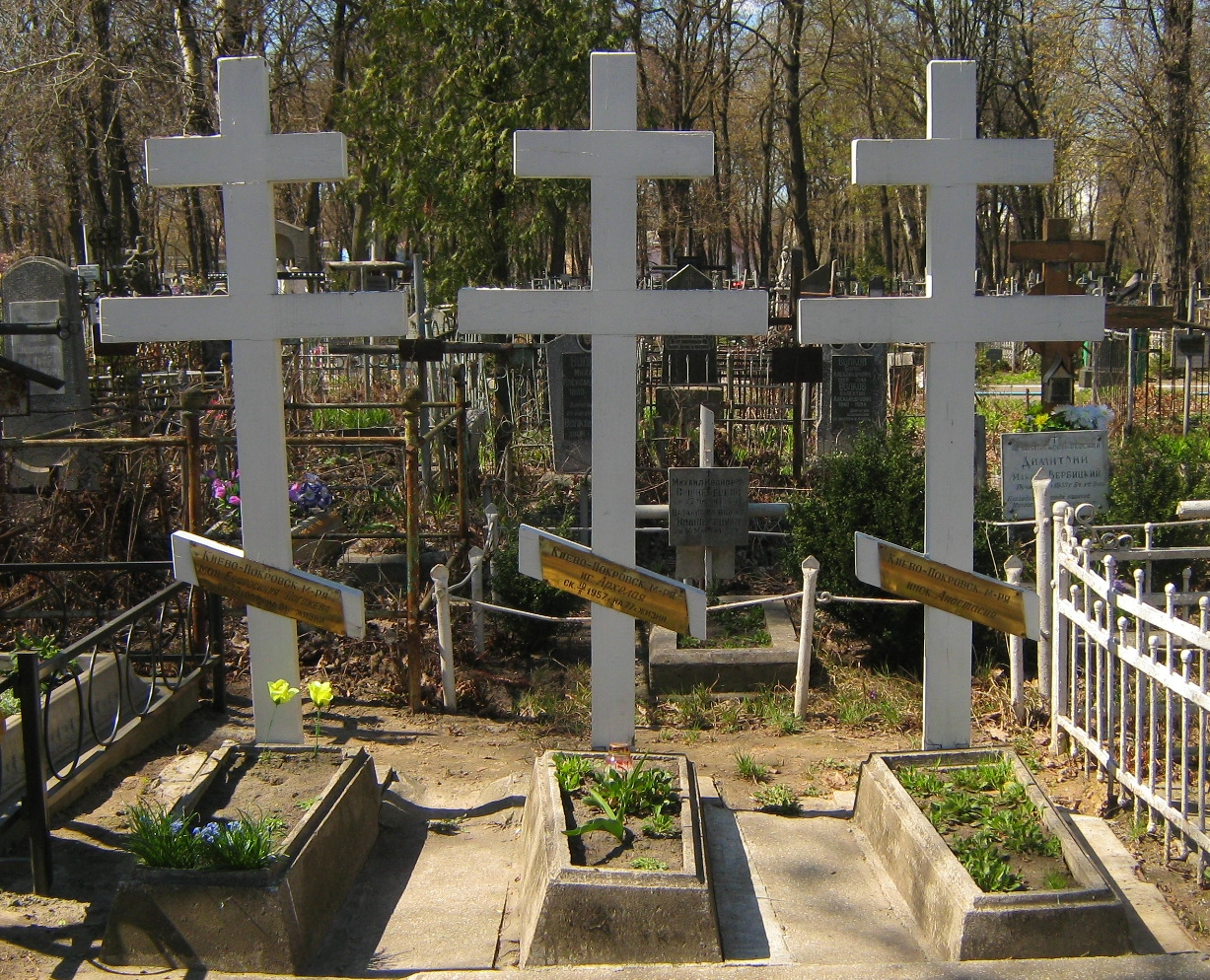
могила Архелаї по центру

1945 року, коли митрополит УГКЦ Йосиф Сліпий перебував у слідчому ізоляторі Києва, Архелая взяла його під опіку й черниці монастиря носили йому передачу, хоча православний митрополит Іоанн відмовився йому допомагати.
Померла 29 жовтня 1957 року. Похована в Києві на Лук'янівському цвинтарі (ділянка № 17, ряд № 7, місце № 20) поруч з засновницею монастиря Анастасією. На могилі білий дерев'яний хрест внизу якого бронзова табличка.